# جهانگیر رزمی
جهانگیر رزمی عکاس ایرانی و برنده جایزهٔ معتبر پولیتزر در سال ۱۹۸۰به عکسی تعلق گرفت که تا مدت‌ها تیتر روزنامه‌های جهان شده بود. عکس جوخهٔ آتش که در تاریخ ۵ شهریور ۱۳۵۸ (۲۷ اوت ۱۹۷۹) بدون ذکر نام عکاس در روزنامهٔ اطلاعات به چاپ رسید، ثمرهٔ همراهی جهانگیر رزمی با صادق خلخالی در سفر به استان کردستان است. رزمی توانست با دوربین خود اسناد معتبری از تیرباران عده‌ای از مخالفان کرد و اعضای سازمان اطلاعات و امنیت شاهنشاهی ایران برای جهانیان به جای بگذارد. چند روز پس از انتشار اولیه در روزنامه اطلاعات، عکس جوخهٔ آتش، در صفحات اول روزنامه‌های متعدد سراسر جهان ظاهر شد. اما رزمی از بیم جانش نتوانست خود را صاحب آن عکس معرفی کند و نزدیک به ۲۶ سال تنها برندهٔ ناشناس جایزهٔ پولیتزر در تاریخ ۹۰ ساله این جایزه بود، تا سرانجام در سال ۲۰۰۶ میلادی نام او به عنوان گیرنده عکس جوخهٔ آتش فاش شد.

## زندگی و آغاز فعالیت‌های عکاسی
جهانگیر رزمی، اولین فرزند از خانواده‌ای ارتشی بود. وی از مادری خانه‌دار و پدری که کارمند ارتش بود در شهرک صنعتی اراک به دنیا آمد و رشد کرد. رزمی در یک مغازه عکاسی به پسر عمویش در ظهور فیلم و گرفتن عکس از نوعروسان و سربازان کمک می‌کرد تا اینکه در سن ۱۲ سالگی توانست با استفاده از دوربین لوبیتل روسی عکسی بگیرد که همان عکس نقطهٔ عطف آغاز فعالیت‌های حرفه‌ای وی شد.
رزمی دربارهٔ آغاز فعالیت‌های عکاسی خود در گفتگویی این‌گونه عنوان می‌گوید:
«من ساکن اراک بودم. در سن ۱۳–۱۲ سالگی با عموزادهٔ خودم که مغازهٔ عکاسی در اراک داشت کار می‌کردم. ضمن این که تحصیل می‌کردم، پیش ایشان هم می‌رفتم. در نزدیکی مغازهٔ پسرعموی من اتفاقی رخ داد که من فکر می‌کنم شروع کار عکاسی خبری من بود. من دوستی داشتم به نام بهروز طاهری که در نزدیکی مغازهٔ پسرعموی من زندگی می‌کرد و هم سن و سال خود من بود. ایشان عاشق دختری بود به اسم بدری سلطانی. ظاهراً نامه‌ای رد و بدل کردند و خانوادهٔ این دختر نپذیرفتند و این آقای بهروز طاهری از پشت‌بام با تفنگ شکاری پدرش، با گلوله او را زد. این حادثه دقیقاً نزدیکی محل عکاسی ما، شاید بشود گفت روبروی مغازهٔ عموزادهٔ من اتفاق افتاد. من این صحنه را دیدم. یک روز بارانی هم بود. سریع دوربینی را که در مغازه بود برداشتم و در آن زمان هم دوربین‌های روسی بیشتر باب بود. دوربین‌های لوبیتل روسی. من دوربین را برداشتم، فیلم انداختم و از جنازهٔ این دختر که در کف خیابان افتاده بود، عکس گرفتم و آقایی به نام مکی، که قبلاً هم با ایشان ارتباط داشتیم، کارهای خبری اراک را برای تهران انجام می‌داد، با ایشان تماس گرفتم و این عکس رفت به روزنامه و به نام خود من هم چاپ شد و من فکر می‌کنم این اولین آغاز علاقه به این رشتهٔ کار خبری بود که از آن جا من پیدا کردم. بعد از این که تحصیلاتم به پایان رسید آمدم تهران و در سال ۴۸ بعد از دورهٔ خدمت نظام به استخدام روزنامهٔ اطلاعات درآمدم. در سرویس عکس و خبر روزنامهٔ اطلاعات. کار مطبوعاتی‌ام را در سال ۴۸ در روزنامه اطلاعات شروع کردم. خوشحال بودم، کاری بود که واقعاً مورد علاقه من بود، با عشق این کار را انجام می‌دادم. همه چیز جور بود، محیط بسیار عالی و دلنشین بود، کاری که انجام می‌دادم برایم لذت‌بخش بود.»
نام جهانگیر رزمی با عکس مشهورش از اعدام در کردستان پیوند خورده‌است. رزمی زمانی‌که در ۵ شهریور ۱۳۵۸، صادق خلخالی را در استان کردستان همراهی می‌کرد از تیرباران عده‌ای از مخالفان کرد و تنی چند از اعضای سازمان اطلاعات و امنیت شاهنشاهی ایران عکس‌برداری کرد.

## عکس جوخه آتش
در ۵ شهریور ۱۳۵۸ همراه با خلیل بهرامی با اجازه از صادق خلخالی از تیرباران عده‌ای متهم کُرد و نیروهای پلیس شاهنشاهی عکس‌برداری کرد. یکی از این عکس‌ها، از بیم جان عکاس به صورت ناشناس، در روزنامه اطلاعات منتشر شد و سپس آژانس خبری یونایتدپرس آن را با عنوان «جوخه آتش در ایران» منتشر کرد. با جهانی شدن این عکس، جایزه پولیتزر سال ۱۹۸۰ میلادی به آن تعلق گرفت.

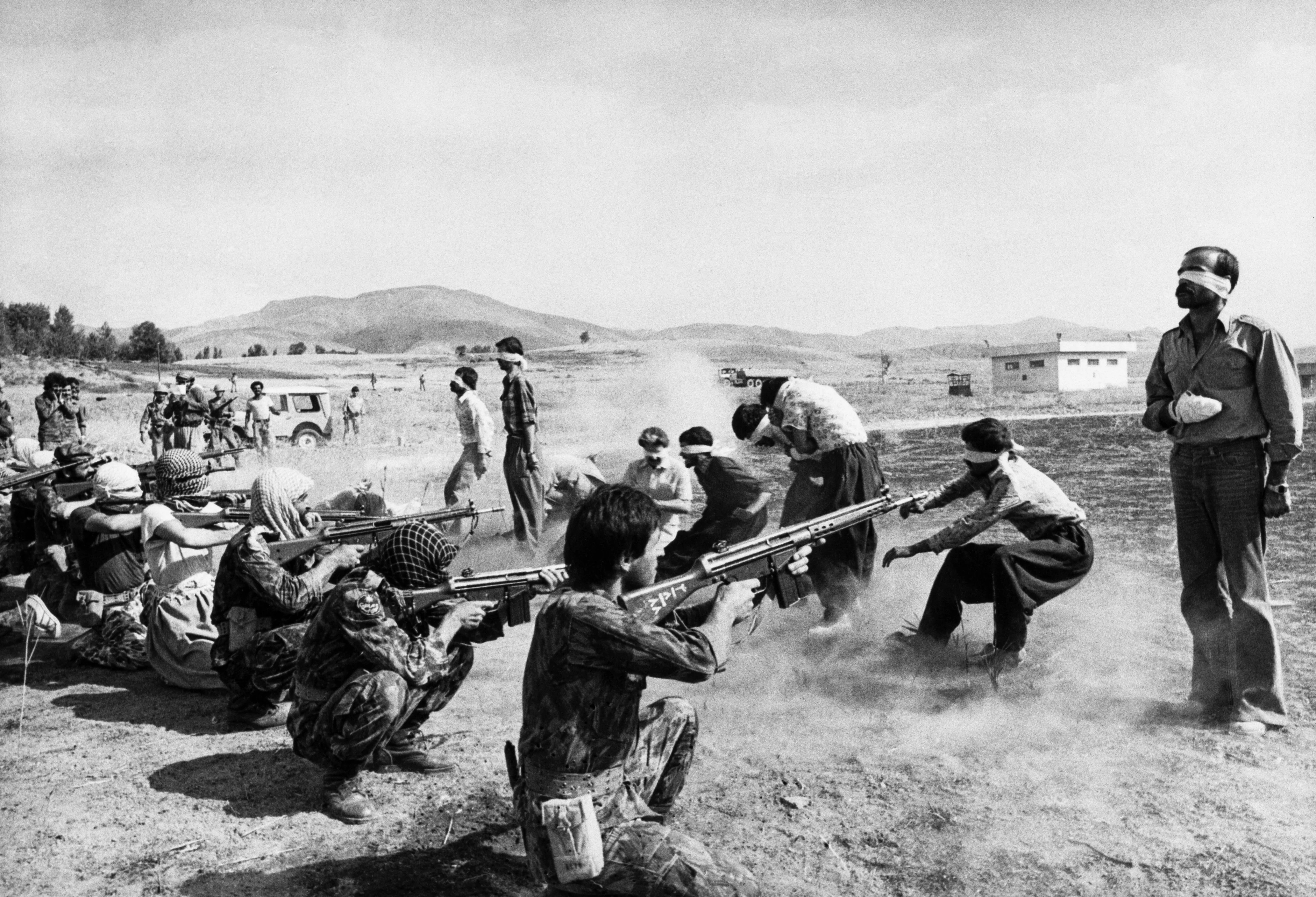
عکس «جوخه آتش در ایران» که وی را برنده جایزه پولیتزر نمود.

هویت عکاس تا سال ۱۳۸۵ نامشخص بود، در فهرست جوایز پولیتزر نیز با عنوان عکاس ناشناس درج شده بود. سرانجام خبرنگاری از روزنامه وال استریت ژورنال پرده از هویت رزمی برداشت. در ۱۲ آذر ۱۳۸۵ هیئت داوران جایزه پولیتزر رزمی را به طور رسمی برنده اعلام کرد. او تنها برنده ناشناس در تاریخ این جایزه به‌شمار می‌رفت. در گزارش مجله وال استریت ژورنال آمده‌است که چطور رضا دقتی عکس‌ها را برای SAIPA در پاریس که عکس‌های خود او را به چاپ می‌رسانده ارسال می‌کند و عکس به نام او به چاپ می‌رسد. دقتی این عکس را «تکان دهنده‌ترین عکس در تاریخ فوتو ژورنالیسم در تاریخ بشر» می‌نامد.
رزمی روز دوشنبه ۳۱ اردیبهشت ۱۳۸۶ جایزهٔ خود را طی مراسمی در دانشگاه کلمبیا دریافت کرد.